# Piotr Pyrdoł
Piotr Pyrdoł (ur. 27 kwietnia 1999 w Łodzi) – polski piłkarz, występujący na pozycji pomocnika, w ŁKS Łódź, Legii Warszawa, Wiśle Płock, Stomilu Olsztyn, Skrze Częstochowa oraz Pogoni Siedlce.

## Kariera
Swoją karierę rozpoczynał w Łódzkim Klubie Sportowym, z którym w sezonie 2018/2019 awansował do Ekstraklasy. W styczniu 2020 r. trafił do Legii Warszawa, z którą zdobył mistrzostwo Polski. 26 sierpnia 2020 r. przeniósł się do Wisły Płock, a rundę jesienną w sezonie 2021/2022 spędził na wypożyczeniu w Stomilu Olsztyn. 3 lutego 2022 r. został zawodnikiem Skry Częstochowa, a 14 lipca 2023 r. Pogoni Siedlce.

## Sukcesy

### Klubowe
ŁKS Łódź
- II miejsce w I lidzeː 2018/2019

Legia Warszawa
- Mistrzostwo Polskiː 2019/2020